# Heinz Jahn
Heinz Jahn (* 27. März 1818; † 13. September 1873) war ein deutscher Bürgermeister und Mitglied der Zweiten Kammer der Landstände des Großherzogtums Hessen.

## Leben
Heinz Jahn war Bürgermeister in Seidenroth, heute Stadtteil von Steinau an der Straße im Main-Kinzig-Kreis.
In dieser Funktion erhielt er 1852 ein Mandat für die 2. Kammer der kurhessischen Landstände. Er kam für den Wahlkreis Schlüchtern (Land) in das Parlament und blieb bis 1854.